# Poul Holst
Poul Holst, född 6 november 1789 i Drammen, död 28 augusti 1840 i Kristiania (nuvarande Oslo), var en norsk jurist. 
Holst blev student 1807 och tog juridisk ämbetsexamen 1811. Sedan han en tid varit anställd i danska kansliet, återvände han 1814 till Norge, där han samma år blev "justitssekretær" i Høyesterett, 1819 expeditionssekreterare i kyrkodepartementet, 1829 justitiarius i Kristiania stiftsoverret och 1831 assessor i Høyesterett. Från 1818 var han därjämte stortingsarkivarie och utgav Stortingets förhandlingar för åren 1819–40 jämte dithörande berättelser om Bodøsaken (1827) och Smålenssaken (1834). Vid stortingen 1833, 1836, 1837 och 1839 var han en av Kristiania stads representanter samt president i Odelstinget. I flera kungliga kommittéer var han en verksam medlem.